# Boortribromide
Boortribromide (BBr3) is een zeer toxische, kleurloze verbinding van boor en broom, die onder standaardomstandigheden vloeibaar is. De stof is kleurloos tot amberkleurig en heeft een scherpe, irriterende geur. De stof, die voor het eerst werd gesynthetiseerd in 1846 door M. Poggiale, wordt gevormd uit een reactie van boorcarbide met broom bij een temperatuur van 300 °C. In zuivere toestand is het een sterk lewiszuur.

## Toxicologie en veiligheid
De stof kan bij verwarming ontploffen en ontleedt bij contact met alcohol, met vorming van giftige en bijtende dampen (waaronder waterstofbromide). Boortribromide reageert hevig met water, waarbij waterstofbromidegas ontstaat, met kans op ontploffing.